# Replängd
Replängd är en term inom klättersporten.
Ett klätterrep är oftast mellan femtio och sextio meter långt. När förstemannen har klättrat tills repet tagit slut, gör han/hon standplats och säkrar upp andremannen. Längden som förstemannen har klättrat är en replängd. En replängd är dock inte alltid repets längd, det kan vara många faktorer som spelar roll. Det är till exempel mest behagligt att göra standplats på en hylla, och om en förstemannen kommer till en hylla efter trettio meter är det inte ovanligt att han avslutar replängden där. Varje säkring som repet kopplas in i bidrar till att friktionen ökar, om leden är "krokig" blir det väldigt mycket friktion i säkringarna. Detta kallas för repdrag och gör att repet blir väldigt tungt, och kan också bidra till att replängden görs kortare. Dessutom krävs det mer utrustning att klättra femtio meters replängder än trettio meters replängder. Detta eftersom förstemannen måste placera säkringar hela vägen, och andremannen plockar med sig dem.
Termen replängd används inom alla grenar av klättring, förutom bouldering och frisoloklättring där rep inte används.